# 房陵郡
房陵郡（ぼうりょう-ぐん）は、中国にかつて存在した郡。後漢末および隋唐の一時期に、現在の湖北省十堰市一帯に設置された。

## 後漢の房陵郡
後漢末に房陵郡が立てられ、蒯祺がその太守に任命された。220年（黄初元年）、蒯祺を攻め滅ぼした孟達が魏に降ると、魏の文帝により房陵郡・上庸郡・西城郡の3郡を合わせて新城郡が置かれ、孟達が新城太守に任じられた。

## 隋の房陵郡
西魏のとき、新城郡は光遷国と改められた。563年（保定3年）、北周により光遷国は光遷郡と改められ、遷州が置かれた。
606年（大業2年）、隋により遷州は房州と改称された。607年（大業3年）に州が廃止されて郡が置かれると、房州は房陵郡と改称された。房陵郡は光遷・永清・竹山・上庸の4県を管轄した。
618年（武徳元年）、唐により房陵郡は遷州と改められた。636年（貞観10年）、遷州は房州と改称された。742年（天宝元年）、房州は房陵郡と改称された。758年（乾元元年）、房陵郡は房州と改称され、房陵郡の呼称は姿を消した。